# NGC 3383
NGC 3383 је спирална галаксија у сазвежђу Хидра која се налази на NGC листи објеката дубоког неба.
Деклинација објекта је - 24° 26' 16" а ректасцензија 10h 47m 19,2s. Привидна величина (магнитуда) објекта NGC 3383 износи 12,7 а фотографска магнитуда 13,5. Налази се на удаљености од 52,547 милиона парсека од Сунца. NGC 3383 је још познат и под ознакама ESO 501-97, MCG -4-26-10, AM 1044-241, IRAS 10449-2410, PGC 32224.